# 森太志
森 太志（もり ふとし、1988年4月25日 - ）は、ジャパンラグビーリーグワン東芝ブレイブルーパス東京に所属するラグビー選手。

## プロフィール
- 東京都出身。帝京大学卒業。
- ポジションはフッカー (HO)。
- 身長: 175 cm、体重: 103 kg
- ニックネームは太志。
- 日本代表キャップは2。（2016年5月現在）
- U19日本代表に選ばれたことがある[1]。

## 略歴
7歳からラグビーを始めた。
2007年、仙台育英高校卒業後、帝京大学に入る。なお仙台育英高校時代には、高校日本代表に選ばれ、第30回高校東西対抗試合に東軍として出場した。
2010年、帝京大学ラグビー部の副将に就任した。
2011年、帝京大学卒業後、東芝ブレイブルーパス(現・東芝ブレイブルーパス東京)に加入。
2013年9月7日に行われたジャパンラグビートップリーグ第2節のコカ･コーラウエストレッドスパークス戦に途中出場で公式戦初出場を果たす。
2016年、スーパーラグビーの日本チームサンウルブズに追加招集された。また同年4月30日に行われた2016年アジアラグビーチャンピオンシップ第1戦韓国戦で先発出場で日本代表初キャップを獲得した。